# Stegophilus
Stegophilus (Стегофілус) — рід риб з підродини Stegophilinae родини Trichomycteridae ряду сомоподібні. Має 3 види. Наукова назва походить від грецьких слів stego, тобто «покриття», та philein — «любячий».

## Опис
Загальна довжина представників цього роду коливається від 4,1 до 5 см. Голова коротка, звужена, морда сильно сплощена. Очі маленькі, розташовані у верхній частині голови. Рот помірно широкий. Є 2 пари тоненьких та коротеньких вусів, що розташовані з боків рота. Тулуб видовжений, потовщений, стиснутий з боків. Спинний плавець помірно широкий, з короткою основою. Жировий плавець відсутній. Грудні плавці вузькі. Черевні плавці маленькі. Анальний плавець помірно подовжений. Хвостовий плавець короткий, з невеличким розрізом.
Забарвлення світло-коричневе, сіре, присутні також цятки (у кожного з видів їхня кількість різниться). Черево світліше за боки та спину.

## Спосіб життя
Це демерсальні риби. Віддають перевагу прісним і чистим водам. Ведуть паразитичний спосіб життя. Проникають у зяброві щілини великих пласкоголових сомів (зазвичай жертвою стає Sorubim lima), де щільно присмоктуються до зябрових тканин і харчуються кров'ю.

## Розповсюдження
Мешкають у басейнах річок Амазонка і Оріноко.

## Види
- Stegophilus insidiosus
- Stegophilus panzeri
- Stegophilus septentrionalis